# 阿梅里冰架

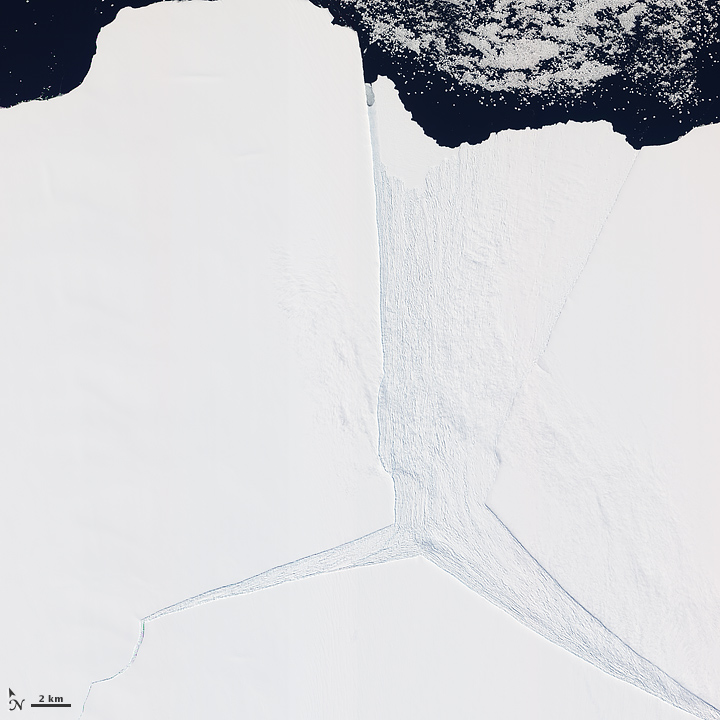

69°45′S 71°0′E / 69.750°S 71.000°E
阿梅里冰架（英語：Amery Ice Shelf）是南極洲的冰架，位於東部麥克羅伯特森地，長400公里、寬175公里，面積62,600平方公里，西面是麥克羅伯特森地，該冰架被英國、澳洲和新西蘭的探險隊發現。

## 外部連結
- 本条目引用的公有领域材料来自美国地质调查局的文档《阿梅里冰架》 （資料來自地名信息系统）。